# Ponyváspuszta
Ponyváspuszta (Viișoara), település Romániában, a Partiumban, Szatmár megyében.

## Fekvése
Csomaköz közelében fekvő település.

## Története
Ponyváspuszta 1956-ban vált külön Csomaköztől.    
1956-ban 2071 lakosa volt.   
2002-ben 1238 lakosából 126 román, 1029 magyar, 36 cigány volt.